# Ключ 123
Ключ 123 (трад. и упр. 羊, ⺶) — ключ Канси со значением «овца»; один из 29, состоящих из шести штрихов.
В словаре Канси есть 156 символов (из 49 030), которые можно найти c этим радикалом.

## История
Древняя идеограмма барана или овцы отличалось от идеограммы коровы формой рогов.
Иероглиф «баран», «овца» употребляется также для обозначения мелкого рогатого скота.
Иероглиф-ключ располагается обычно в верхней части сложных иероглифов в несколько укороченной форме, как в иероглифе 恙.
Это средний ключевой знак.

Вид в Цзиньвэнь
Вид в Цзягувэнь
Вид в большой печати Чжуаньшу
Вид в малой печати Чжуаньшу

В словарях находится под номером 123.

## Примеры иероглифов
| Доп. штрихи | Иероглифы               |
| ----------- | ----------------------- |
| 0           | 羊                      |
| 1           | 羋                      |
| 2           | 羌                      |
| 3           | 羍 美 羏 羐 羑          |
| 4           | 羒 羓 羔 羕 羖 羗 羘 羙 |
| 5           | 羚 羛 羜 羝 羞 羟       |
| 6           | 羠 羡 羢                |
| 7           | 羣 群 羥 羦 羧 羨 義 羪 |
| 8           | 羫                      |
| 9           | 羬 羭 羮 羯 羰          |
| 10          | 羱 羲                   |
| 12          | 羳 羴 羵                |
| 13          | 羶 羷 羸 羹             |
| 14          | 羺                      |
| 15          | 羻 羼                   |

- Примечание: Ваш браузер может отображать иероглифы неправильно.